# Kostel svatého Vavřince (Chodov)
Kostel svatého Vavřince v Chodově je farní kostel chodovské farnosti. Stojí na výšině severně od původní vesnické zástavby a je chráněn jako kulturní památka České republiky.

## Historie
Původní chodovský kostel byl vystavěn díky působení mnichů z kláštera ve Waldsassenu pravděpodobně už ve 12. století. První zmínky o chodovském kostele máme ovšem až ze 14. století, kdy je již kostel veden jako farní. Tento kostel byl zničen požárem v roce 1654 a na jeho místě byl postaven o čtyři roky později malý kostelík, který brzy přestal vyhovovat potřebám rozrůstajícího se Chodova. 
Současný kostel svatého Vavřince nechal vystavět v letech 1725 - 1733 majitel Horního a Dolního Chodova Franz Flamin von Plankenheim, který tak chtěl nahradit nevyhovující starší kostel. Jako stavitele kostela vybral Wolfganga Braunbocka. Přes technické i finanční obtíže se v roce 1731 povedlo zastřešit presbyterium a první mše svatá byla v novém kostele sloužena jen několik týdnů po smrti zakladatele chrámu Franze Flamina von Plankenheim a to 10. srpna roku 1733. 
Zcela dokončen byl ovšem kostel teprve v první polovině 19. století, kdy se podařilo dokončit vnější úpravy chrámu a byla vybudována žulová terasa na jižní straně. Teprve v roce 1846 lze považovat kostel v Chodově za úplně dokončený. Slavnostní vysvěcení se konalo 8. listopadu 1846. 
Velké problémy byly po celou dobu existence kostela se statikou budovy. Kostel byl vystavěn na nestabilním jílovém podloží, což negativně ovlivnilo stabilitu stavby. Vážně se situace zhoršila v 19. století, kdy se v okolí kostela začalo ve větším množství těžit a v důsledku toho došlo k poklesu spodní vody, která chránila dřevěné piloty pod kostelem. Velké opravy proto proběhly v letech 1865, 1890 a 1930.
Po druhé světové válce a vysídlení původního německého obyvatelstva začal kostel rychle chátrat a koncem 60. let byl v katastrofálním stavu. Společně s výstavbou panelových domů v ulici pod kostelem se dalo podloží znovu do pohybu a začalo hrozit zřícení kostela. V sedmdesátých letech 20. století proběhla nákladná rekonstrukce kostela.
Od roku 2005 je kostel v majetku města Chodova. Následujícího roku zahájilo město opravy kostela. V letech 2016–2017 byla provedena rekonstrukce všech čtrnácti pláten křížové cesty. Řada rozsáhlejších projektů byla dokončena v roce 2017, např. oprava krypty. Byl zrestaurován zvon Jan Vilém z roku 1658, který se jako jediný ze čtyř kostelních zvonů dochoval. Byly odlity dva nové zvony, na něž se složili obyvatelé města.

## Popis stavby
Kostel svatého Vavřince je barokní jednolodní chrámová stavba, jejíž kněžiště je orientováno k východu. Na západní straně kostela, pod věží, byl původně plánován vstupní portál, odkud by vedlo schodiště na úpatí kostelního návrší. Z finančních důvodů však byl nakonec vchod zbudován na jižní straně lodi. Nad západním průčelím je hranolová věž vysoká 35 mětrů.

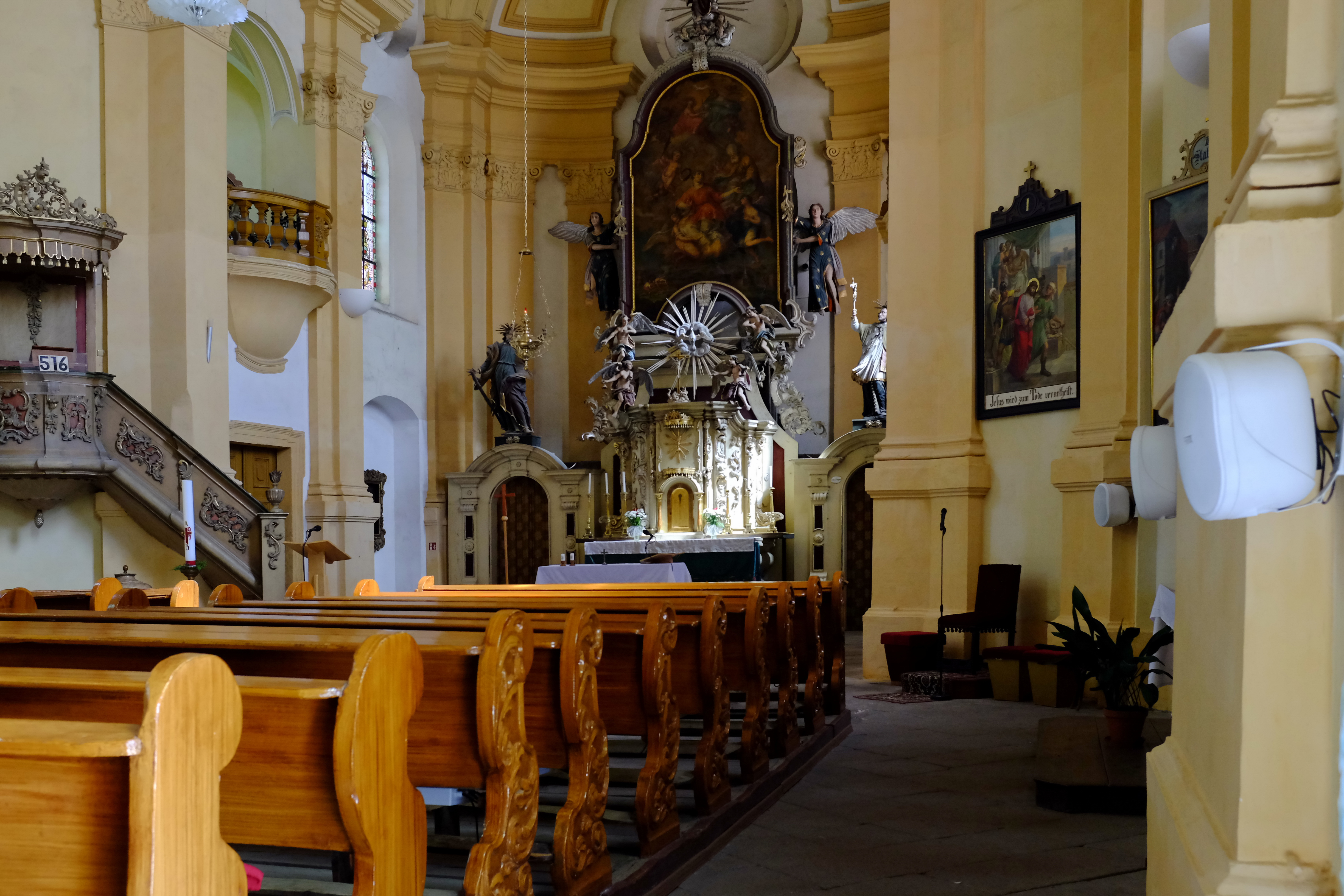
Interiér kostela

Vnitřek kostela je opticky rozčleněn pilastry, které jsou umístěny po jeho obvodu. Nad presbytářem byla vynesena kupole s freskou a po jeho stranách se nacházejí čtvercové prostory panské oratoře a sakristie. V zadní části kostela je nově zpřístupněný prostor pod kruchtou, kterému dominuje kříž s ukřižovaným Kristem v životní velikosti. V přední části kostela se pod podlahou nachází krypta s ostatky šlechtické rodiny Plankenheimů.
Strop hlavní lodě dříve zdobily nástěnné malby s novozákonními výjevy, byly však nenávratně zničeny během rekonstrukce kostela v druhé polovině 20. století. Vitrážová okna pocházejí z počátku 20. století a kostelu je darovali významní chodovští podnikatelé.

## Interiér
Hlavní oltář pochází z roku 1835 – řezbářská práce je dílem Josefa Fischera z Plané. Umělecky nejzajímavějším prvkem celého hlavního oltáře je ústřední obraz umučení svatého Vavřince od Mauruse Fuchse z Tirschenreuthu.
U stěn hlavní lodi kostela jsou pak čtyři boční oltáře. Na severní straně stojí dva mariánské oltáře a na jižní straně oltář svatého Aloise a oltář Nejsvětějšího srdce Páně.